# ایستگاه توتسوکا
ایستگاه توتسوکا (به ژاپنی: 戸塚駅 Totsuka-eki) یک ایستگاه قطار در بخش توتسوکا، یوکوهاما است که توسط شرکت راه‌آهن شرق ژاپن اداره می‌شود.